# Liste der UCI Women’s Continental Teams 2021
Die Liste enthält die bei der UCI  registrierten UCI Women’s Continental Teams in der Saison 2021.
| Team-Name                                       | Land                   | UCI-Code |
| ----------------------------------------------- | ---------------------- | -------- |
| A.R. Monex Women’s Pro Cycling Team             | Italien                | MNX      |
| Andy Schleck-CP NVST-Immo Losch                 | Luxemburg              | ASC      |
| Arkéa Pro Cycling Team                          | Frankreich             | ARK      |
| Aromitalia Basso Bikes Vaiano                   | Italien                | VAI      |
| AWOL O’Shea                                     | Vereinigtes Königreich | AWO      |
| Be Pink                                         | Italien                | BPK      |
| Bingoal Casino-Chevalmeire                      | Belgien                | CCT      |
| Bizkaia-Durango                                 | Spanien                | BDU      |
| Born To Win G20 Ambedo                          | Italien                | BTW      |
| Cams-Basso                                      | Vereinigtes Königreich | CAT      |
| Ceratizit-WNT Pro Cycling Team                  | Deutschland            | WNT      |
| China Liv Pro Cycling                           | Volksrepublik China    | GPC      |
| Cogeas-Mettler Pro Cycling Team                 | Russland               | CGS      |
| Colnago CM Team                                 | Kolumbien              | CCM      |
| DNA Pro Cycling Team                            | Vereinigte Staaten     | DNA      |
| Doltcini-Van Eyck-Proximus CT                   | Belgien                | DVE      |
| Drops-Le Col s/b TEMPUR                         | Vereinigtes Königreich | DRP      |
| Eneicat-RBH Global                              | Spanien                | EIC      |
| Ferei-CCN                                       | Belarus                | FCT      |
| GT Krush Tunap Pro Cycling                      | Niederlande            | GKT      |
| Instafund Racing                                | Kanada                 | ILP      |
| Isolmant-Premac-Vittoria                        | Italien                | SBT      |
| Jumbo-Visma Women Team                          | Niederlande            | JVW      |
| Laboral Kutxa-Fundación Euskadi                 | Spanien                | LKF      |
| Lotto Ladies                                    | Belgien                | LSL      |
| Macogep Tornatech Girondins de Bordeaux         | Kanada                 | MTG      |
| Massi Tactic Women Team                         | Spanien                | MAT      |
| Memorial Santos-Saddledrunk                     | Brasilien              | MEM      |
| Minsk Cycling Club                              | Belarus                | MCC      |
| Multum Accountants Ladies Cycling Team          | Belgien                | MUL      |
| NXTG Racing                                     | Niederlande            | NXT      |
| Parkhotel Valkenburg                            | Niederlande            | PHV      |
| Plantur-Pura                                    | Belgien                | PLP      |
| Rally Cycling                                   | Vereinigte Staaten     | RLW      |
| Rio Miera-Cantabria Deporte                     | Spanien                | RMC      |
| Roxsolt Liv SRAM                                | Australien             | RXS      |
| Servetto-Makhymo-Beltrami TSA                   | Italien                | SER      |
| Sestroretsk                                     | Russland               | SSR      |
| Sopela Women’s Team                             | Spanien                | SWI      |
| Stade Rochelais Charente-Maritime Women Cycling | Frankreich             | SRC      |
| Team Coop-Hitec Products                        | Norwegen               | HPU      |
| Team Farto BCT                                  | Spanien                | FAR      |
| Team Illuminate Women                           | Vereinigte Staaten     | ILU      |
| Team Rupelcleaning-Champions Lubricants         | Irland                 | RUP      |
| Team Tibco-Silicon Valley Bank                  | Vereinigte Staaten     | TIB      |
| Thailand Women's Cycling Team                   | Thailand               | TWC      |
| Top Girls Fassa Bortolo                         | Italien                | TOP      |
| Valcar-Travel & Service                         | Italien                | VAL      |
| VIB Sports                                      | Brunei                 | VIB      |
| WCC Team                                        | –––                    | WCC      |
| Women Cycling Sport                             | Spanien                | WCS      |